# Satsumasendai, Kagoshima
Satsumasendai (薩摩川内市 Satsumasendai-shi) là một thành phố thuộc tỉnh Kagoshima, Nhật Bản.